# Союз МС-13
Союз МС-13 (№ 743, ISS-59S) — пілотований космічний політ до міжнародної космічної станції. Запуск здійснено 20 липня 2019 року, під час якого доставлено трьох учасників експедиції МКС-60/61. Запуск здійснено за допомогою ракети-носія «Союз-ФГ» з космодрому Байконур. Екіпаж повернувся на Землю 6 лютого 2020 року.

## Екіпаж
| Олександр Скворцов | Командир екіпажу | 3 | Роскосмос |
| Лука Пармітано     | Бортінженер № 1  | 2 | ЄКА       |
| Ендрю Морган       | Бортінженер № 2  | 1 | НАСА      |

| Сергій Рижиков | Командир екіпажу | 2 | Роскосмос |
| Томас Маршберн | Бортінженер № 1  | 3 | НАСА      |
| Соіті Ногуті   | Бортінженер № 2  | 3 | JAXA      |

| Олександр Скворцов | Командир екіпажу | 3 | Роскосмос |
| Лука Пармітано     | Бортінженер № 1  | 2 | ЄКА       |
| Крістіна Кох       | Бортінженер № 2  | 1 | НАСА      |

## Запуск та політ
Запуск відбувся 20 липня 2019 о 16:28 (UTC) з космодрому Байконур. Зближення відбувалося протягом чотирьох обертів, стикування з МКС відбулося того ж дня о 22:48 (UTC).
На кораблі прибули Олександр Скворцов (Росія), Лука Пармітано (Італія) і Ендрю Морган (США), які на Міжнародній космічній станції (МКС) приєдналися до росіянина Олексія Овчініна та двох американців, Ніка Гейґа і Крістіни Кук.
20 липня астроном Мартін Люїс оприлюднив зняте ним відео стикування корабля «Союз МС-13» з МКС.
6 лютого корабель із трьома космонавтами на борту (Олександр Скворцов, Крістіна Кох та Лука Пармітано) від'єднався від станції та за декілька годин успішно приземлився в Казахстані.

## Галерея

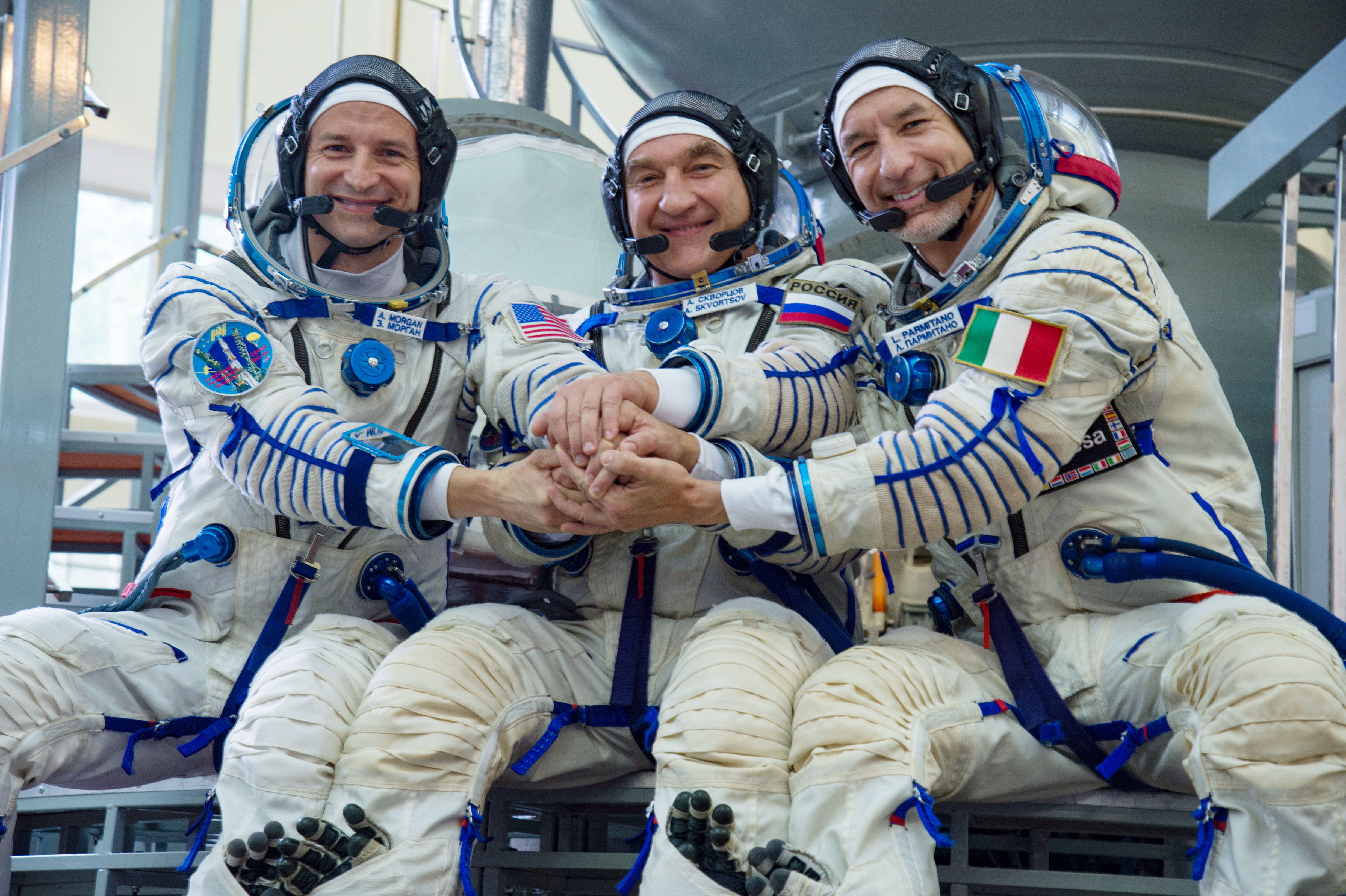
Основний екіпаж
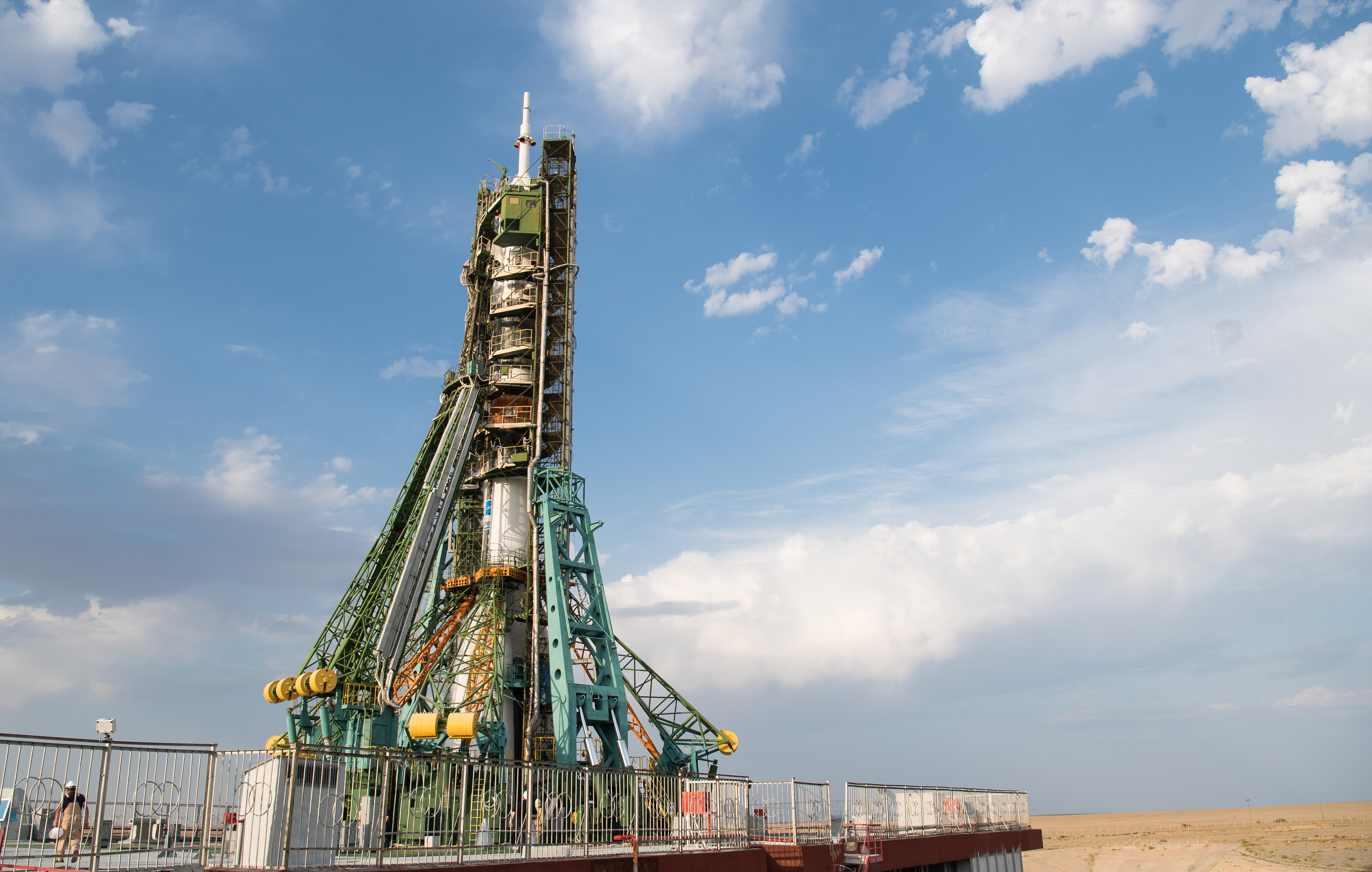
Корабель на стартовому майданчику
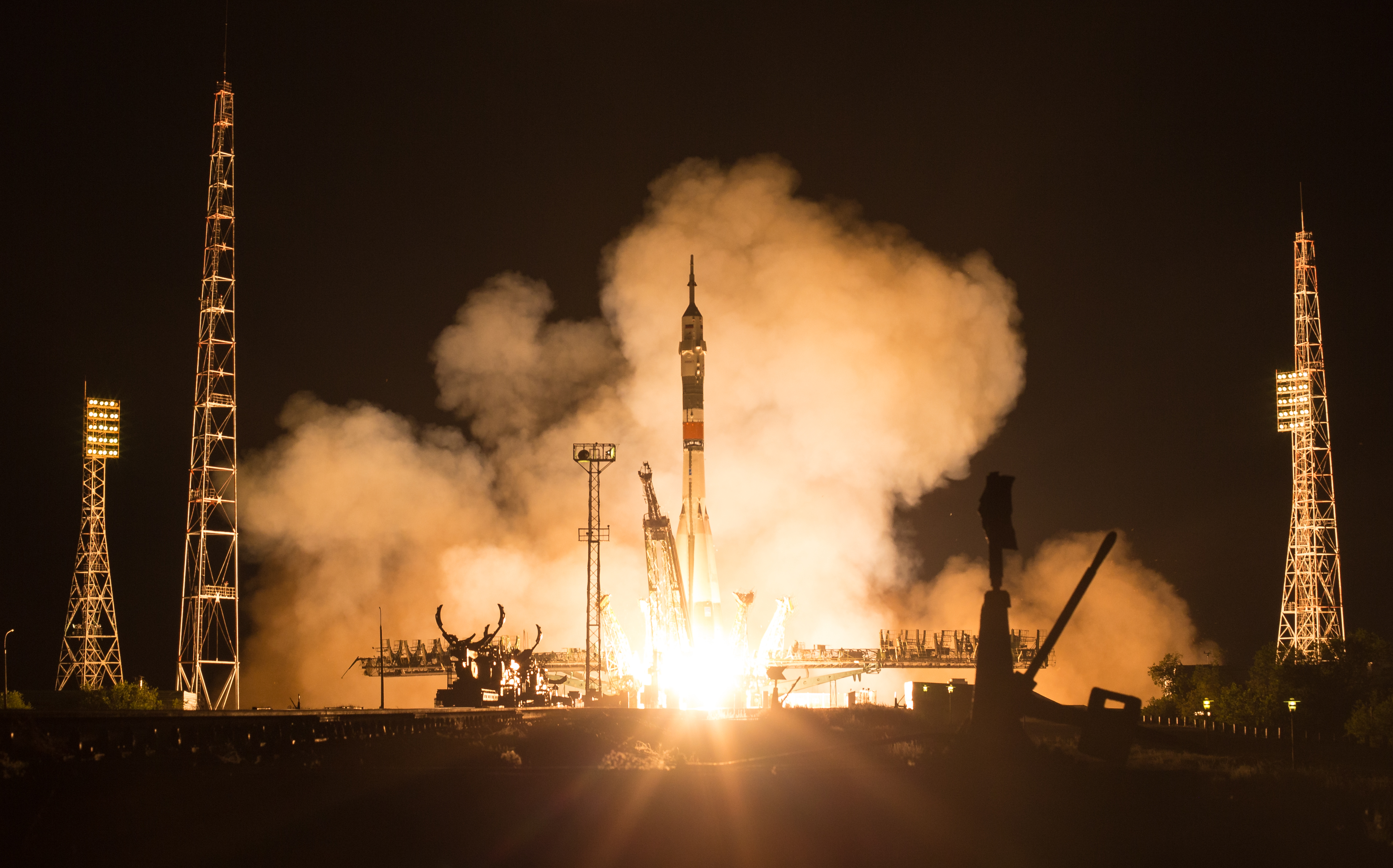
Запуск
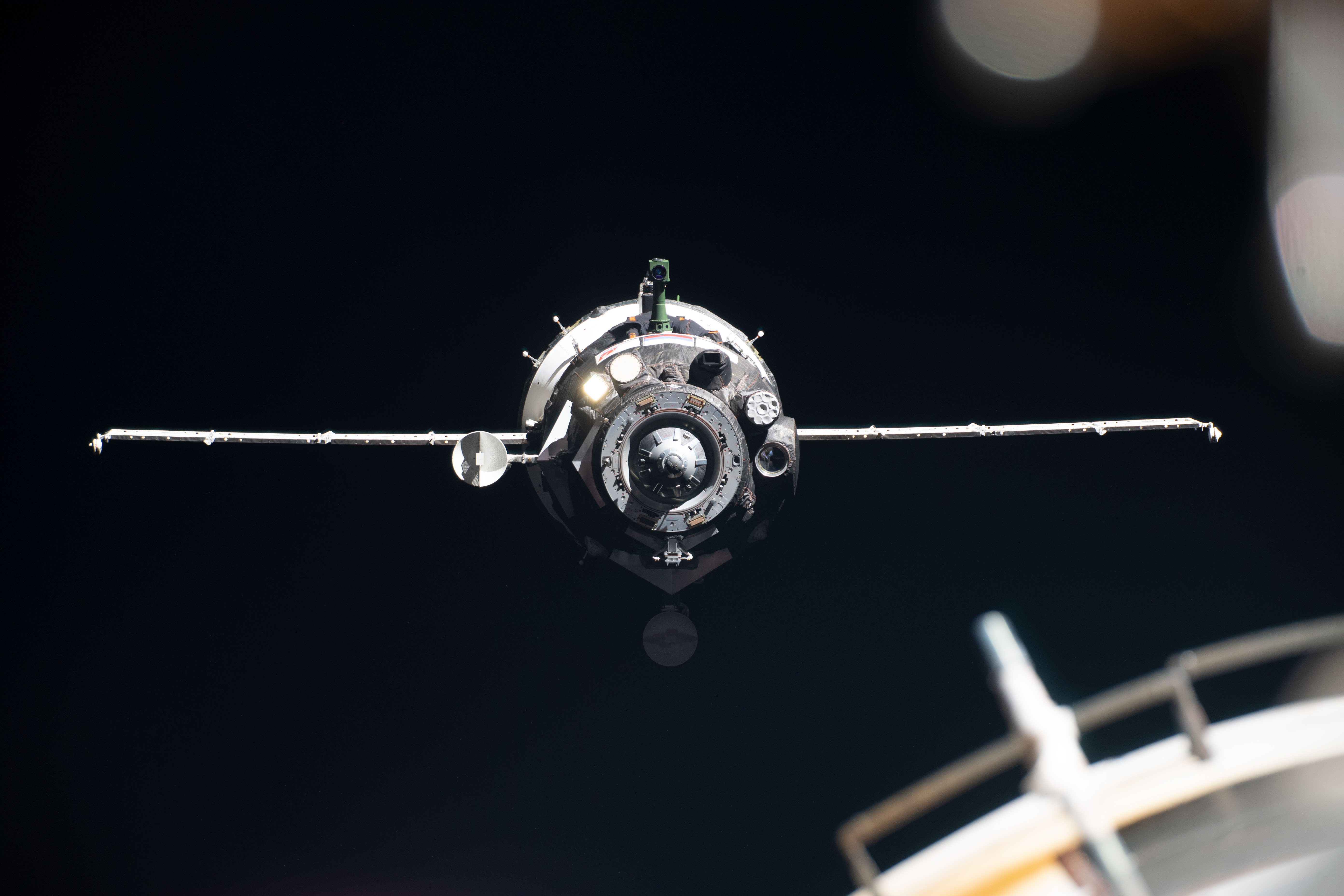
Корабель під час зближення з МКС, 20.07.2019
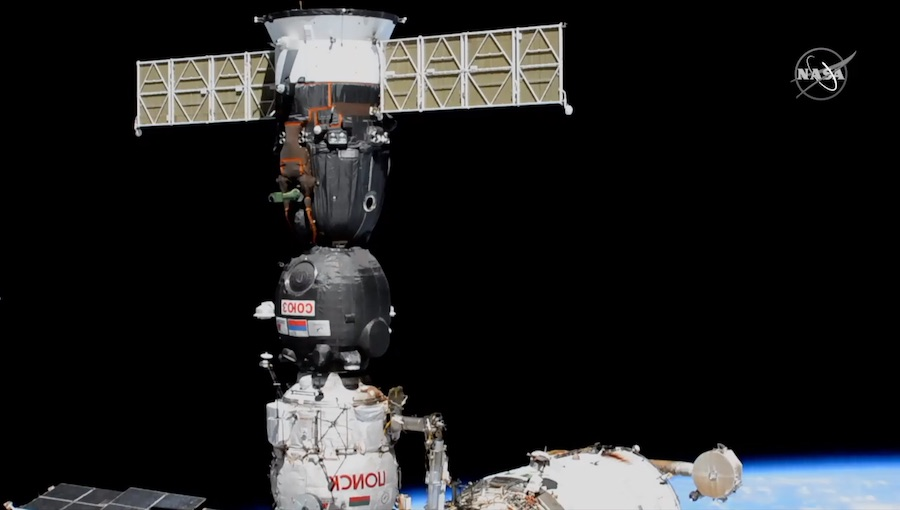
Корабель, пристикований до МКС